# Will Gmehling

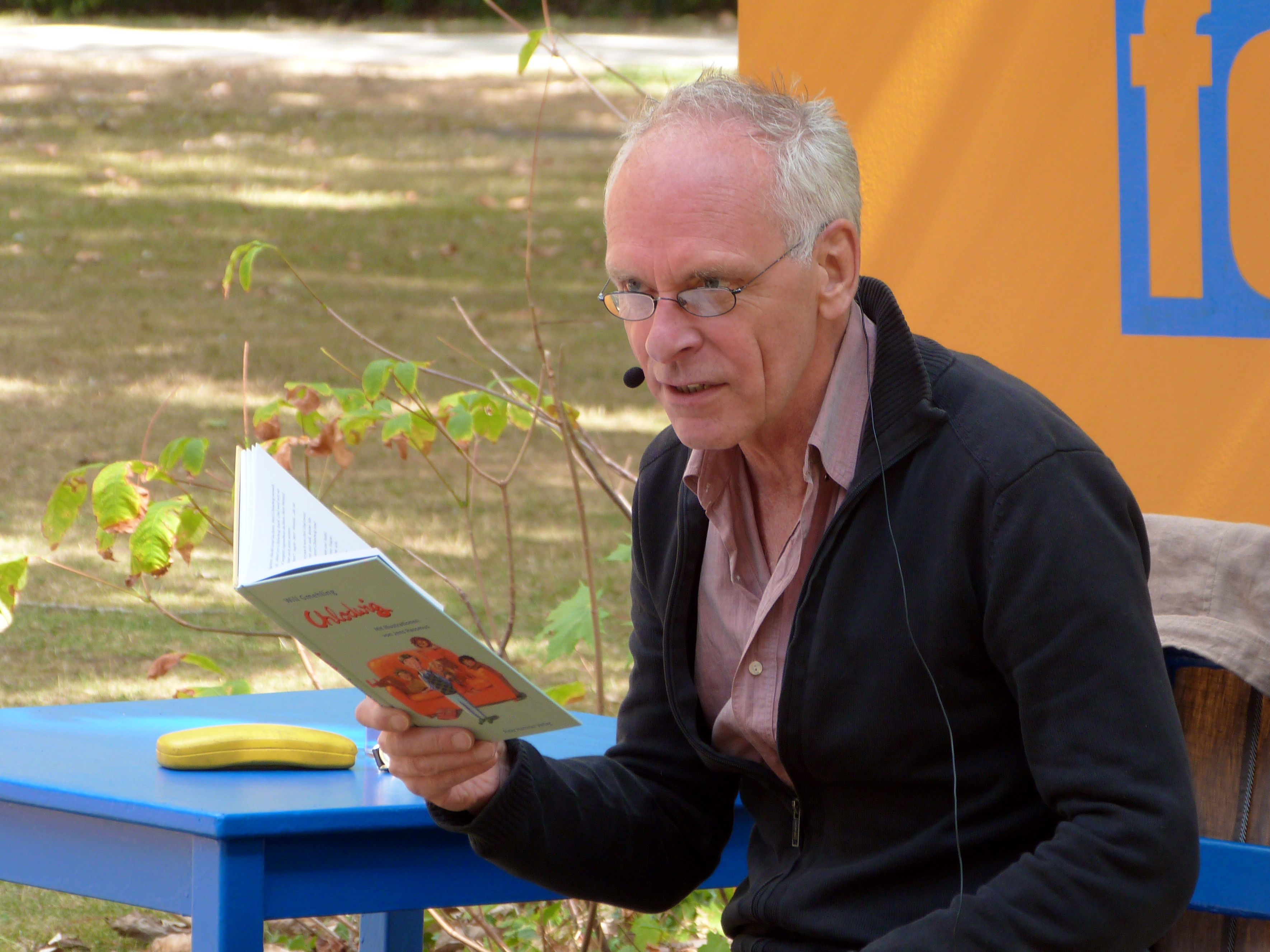
Will Gmehling auf dem Erlanger Poetenfest 2018

Will Gmehling (* 1. Oktober 1957 in Bremen) ist ein deutscher Kinder- und Jugendbuchautor. Bevor er 1998 mit Kinderbüchern in Erscheinung trat, war er lange Jahre Maler und schrieb Gedichte. Seine Bücher sind in viele Sprachen übersetzt worden. Er ist Vater von zwei Kindern und lebt in Bremen sowie Köln.
Im Herbst 2020 erhielt er für FREIBAD. Ein ganzer Sommer unter dem Himmel den Deutschen Jugendliteraturpreis.

## Auszeichnungen
- 2019 Luchs des Monats (Juli) für Freibad. Ein ganzer Sommer unter dem Himmel
- 2019 The White Ravens
- 2020 Nominierung Katholischer Kinder- und Jugendbuchpreis für Freibad. Ein ganzer Sommer unter dem Himmel
- 2020 Deutscher Jugendliteraturpreis 2020 (Sparte Kinderbuch) für Freibad. Ein ganzer Sommer unter dem Himmel
- 2020 Die besten 7 Bücher für junge Leser, Deutschlandfunk, für Nächste Runde
- 2021 IBBY Honour List 2022  für Freibad. Ein ganzer Sommer unter dem Himmel
- 2022 Nominierung Premio Orbil, Italien, für La straordinaria estate della famiglia Bukowski
- 2022 Nominierung Preuschhof-Preis für Warum heulst du, Heulehund?
- 2023 Die besten 7 Bücher für junge Leser, Deutschlandfunk, für Pizzakatze
- 2023 Die besten 10 Kinder- und Jugendbücher des Jahres, Börsenblatt Kinderbuchpraxis, für Pizzakatze
- 2024 Lyrik-Empfehlungen für Kinder 2024, Deutsche Akademie für Sprache und Dichtung, für Pizzakatze
- 2024 Die besten 7 Bücher für junge Leser, Deutschlandfunk, für Molly Blume
- 2025 Die besten 7 Bücher für junge Leser, Deutschlandfunk, für Der Sternsee
- 2025 Glaube-Buchtipp April, Deutsche Akad. f. Kinder- und Jugendliteratur, für Der Sternsee
- 2025 Luchs des Monats (April) für Der Sternsee
- 2025 Auswahlliste Leselotse d. Börsenblatts für Der Sternsee
- 2025 Kröte des Monats, STUBE, Wien, für Der Sternsee

## Werke
- In den Wörtern, im Schacht. Gedichte, Bremen 1981.

Kinder- und Jugendbücher
- Tiertaxi Wolf & Co. Illustr. Caroline Ronnefeldt, Sauerländer Verlag, Aarau 1998.
- Der Yeti in Berlin. Illustr. Markus Grolik, Sauerländer Verlag, Aarau 2001.
- Herrn Mozarts Hund. Illustr. Maren Briswalter, Sauerländer Verlag, Düsseldorf 2004.
- Der Yeti und der Donner der goldenen Wolke. Illustr. Markus Grolik, Sauerländer Verlag, Düsseldorf 2007.
- Oh, Quinxtä! Eine Ente im Glück. Illustr. Barbara Jung, Carlsen Verlag, Hamburg 2007.
- Einen Luchs am Hals haben. Residenz Verlag, St. Pölten 2008.I
- Keine Angst vor Schafen. Illustr. Andrea Offermann, Carlsen Verlag, Hamburg 2008.
- Frieda & Mandarine. Illustr. Anna Höglund, Sauerländer Verlag, Mannheim 2010.
- Wie das Glück zu Rita Ricotta kam. Illustr. Isabel Pin, Carlsen Verlag, Hamburg 2011
- Kleopatra. Illustr. Tobias Krejtschi, Peter Hammer Verlag, Wuppertal 2015
- Gott, der Hund und ich. Illustr. Wiebke Oeser, Peter Hammer Verlag, Wuppertal 2016
- Chlodwig. Illustr. Jens Rassmus, Peter Hammer Verlag, Wuppertal 2018
- Freibad. Ein ganzer Sommer unter dem Himmel. Peter Hammer Verlag, Wuppertal 2019
- Nächste Runde. Die Bukowskis boxen sich durch. Peter Hammer Verlag, Wuppertal 2020
- Bahnhof am Ozean. Illustr. Isabel Pin, Tulipan Verlag, München und Berlin, 2021
- Warum heulst du, Heulehund? Illustr. Anna Schilling, Beltz & Gelberg, Weinheim 2021
- Das Elser-Eck. Die Bukowskis machen weiter. Peter Hammer Verlag, Wuppertal 2022
- Die 95. Minute. Illustr. Volker Fredrich, Beltz & Gelberg, Weinheim 2022
- Pizzakatze. Illustr. Antje Damm, Peter Hammer Verlag, Wuppertal, 2023
- Molly Blume. Illustr. Anna Schilling, Peter Hammer Verlag, Wuppertal, 2024
- Der Sternsee. Illustr. Jens Rassmus, Peter Hammer Verlag, Wuppertal, 2025
- Ganz am Anfang war der Ball, Illustr. Antje Damm, Peter Hammer Verlag, 2025